# Espinasse, Puy-de-Dôme

Espinasse este o comună în departamentul Puy-de-Dôme, Franța. În 1 ianuarie 2022 avea o populație de 277 de locuitori.